# Двухполосая желёзистая змея
Двухполосая желёзистая змея (лат. Calliophis bivirgata) — ядовитая змея из семейства аспидов (Elapidae).
Общая длина постигает от 1 до 1,4 м. Голова вытянута, короткая, туловище стройное и длинное. Морда тупая. Глаза маленькие. Туловище сверху иссиня-чёрного цвета с резко очерченными светло-голубыми полосками по обеим сторонам спины, а с брюшной стороны ярко-красное. Голова, брюхо, конец хвоста ярко-красные. Встречаются особи с желтоватой головой.
Любит дождевые тропические леса. Активна ночью. Питается мелкими змеями, лягушками, ящерицами и птицами.
Яд достаточно мощный, в некоторых случаях может вызвать у человека проблемы с дыханием и смерть.
Яйцекладущая змея.
Вид распространён в Мьянме, Таиланде, Лаосе, Камбодже, на полуострове Малакка и Зондских островах (Индонезия).